# Eu, você, o mar e ela
Eu, você, o mar e ela è una canzone del cantante brasiliano Luan Santana, composto dallo stesso in collaborazione con Douglas Cesar. È stato pubblicato il 16 settembre 2016 da Som Livre come primo singolo dall'album "1977" (2016).